# 사랑하는 형과의 이별에 부치는 카프리치오
《사랑하는 형과의 이별에 부치는 카프리치오 내림 나장조 바흐 작품 번호 992》(이탈리아어: Capriccio sopra la lontananza del suo fratello dilettissimo)는 요한 쿠나우의 성서 소나타를 모범으로 삼은 것으로 보이는 요한 제바스티안 바흐의 초기 작품이다. 바흐가 19세에 형 요한 야코프가 스웨덴 샤를 12세 군대의 오보에 연주자가 되기 위해 떠났을 때 이 곡을 연주했다는 이야기는 의심스럽다. 그러나 선택한 내림나장조의 음조는 가족의 이름을 일부러 언급한 것으로 보인다(독일어로 "B"는 '내림나'다).

## 구성
1. Arioso: Adagio – '친구들이 모여 그를 떠나지 못하게 만류하다'
2. (Andante) – '그들은 그에게 닥칠 수 있는 위험을 묘사합니다'
3. Adagiosissimo (또는 Adagissimo) – '친구들의 애가'
4. (Andante con moto) – '그는 설득할 수 없기에 작별을 고한다'
5. Allegro poco – 기수의 아리아
6. Postilion의 호른을 모방한 푸가( Fuga all'imitazione della cornetta di postiglione )